# 작은 바른틀 앙상블
작은 바른틀 앙상블(영어: microcanonical ensemble) 또는 소정준 앙상블(小正準-)은 통계역학의 앙상블 중 가장 단순한 것이다.

## 작은 바른틀 앙상블의 기본 가정
작은 바른틀 앙상블은 고립계의 상태들로 구성되어 있다. 분석은 간단하다. 어떤 계가 고립되어 있다고 가정하면, 앙상블의 각 계는 공통적으로 일정한 에너지(E)를 가지게 된다. 계는 한 에너지 E에 대해 여러 가지의 다른 미시상태를 가질 수 있다. 열역학의 기본 가정에 따르면 시스템이 같은 에너지를 가진 각각의 미시상태들에 있을 확률은 모두 같다. 그러므로 만약 {\displaystyle \Omega }가 접근 가능한 미시상태의 수라면, 작은 바른틀 앙상블에서 임의적으로 선택된 한 시스템이 한 미시상태에 있을 확률은 단순히 {\displaystyle {\frac {1}{\Omega }}}이다. 여기서 엔트로피에 대한 식이 유도된다(아래).
작은 바른틀 앙상블은 축퇴된 바른틀 앙상블로 볼 수 있다. 왜냐하면 바른틀 앙상블은 가능한 에너지 값 중 하나를 가지는 하위 앙상블로 나눌 수 있고, 그 앙상블이 바로 작은 바른틀 앙상블이기 때문이다.
하지만 물리학에서 나타나는 열역학적 계들은 때로는 끈 등 확장된 물체일 때도 있다. 그리고 이러한 경우 바른틀 앙상블과 작은 바른틀 앙상블은 같지 않다. 그러므로 이런 문제를 다룰 때는 좀 더 근본적이라고 생각되는 작은 바른틀 앙상블에 의지할 필요가 있다. 바른틀 앙상블로 계산할 수는 있지만 엔트로피나 에너지 밀도 등의 물리량을 유도할 때는 작은 바른틀 앙상블의 Ω로부터 계산해야 한다는 점을 강조해야 한다.

## 엔트로피
엔트로피는 다음과 같이 정의된다.
{\displaystyle S=\,k_{B}\ln \Omega }
이 때 {\displaystyle k_{B}} 은 볼츠만 상수이다. 또는 다음과 같이 쓸 수도 있다.
{\displaystyle \Omega (U,V,N)=e^{S/k_{B}}}
이 때, {\displaystyle \Omega }는 작은 바른틀 앙상블의 가능한 미시상태의 수이다. 이 때, 작은 바른틀 앙상블에서는 {\displaystyle \Omega }가 바른틀 앙상블과 큰 바른틀 앙상블의 분배함수(Partition function)의 역할을 한다는 점에 주목해야 한다. 이런 이유로 때로 {\displaystyle \Omega }를 작은 바른틀 앙상블 분배함수라고 하기도 한다. 여기서 우리는 가능한 상태 수의 개념인 {\displaystyle e^{S/k_{B}}}가 어떤 열역학적 계에 대해서도 성립한다는 것을 상기할 필요가 있다. 어떤 앙상블에 대해서도 분배함수에 대해 마찬가지의 기술을 할 수 있다. 오직 작은 바른틀 앙상블의 경우에 두 가지가 똑같이 나타난다.
작은 바른틀 앙상블에서는 {\displaystyle \Omega }를 특성상태함수(Characteristic state function)라고 부르기도 한다.

## 고전역학적 계
고전적 계의 어떤 앙상블에서든, 우리는 위상 공간 M 위에서의 확률을 구하고 싶다. 일정한 에너지에 대한 가정은 앙상블의 모든 계가 일정한 에너지 E를 가지는 위상 공간의 부분 다양체에 한정된다는 것을 의미한다. 이러한 부분 다양체를 {\displaystyle M_{E}}라고 부른다. 위에서의 물리적 고려로부터, 전체 위상 공간이 아닌 일정한 에너지면에서의 확률 측정은 모든 곳에서 일정한 것임을 알 수 있다. 그러나, 오직 부분 다양체 {\displaystyle M_{E}}만이 작은 바른틀 앙상블의 관심사이긴 하지만, 다른 앙상블에서는 전체 위상 공간을 고려해주어야 한다. 이제 작은 바른틀 앙상블에 적합한 전체 위상 공간에서의 측도를 기술해보자.
전체 위상 공간에서의 리우빌 측도(Liouville measure) {\displaystyle dqdp}는 다음과 같이 {\displaystyle M_{E}} 위에서의 측도 {\displaystyle dA}를 유도한다.
{\displaystyle M_{E}}의 열린 부분집합 R에서의 단위는 다음과 같이 주어진다.
{\displaystyle \lim _{\Delta E\to 0}{\frac {{\mbox{vol}}(Q(E,E+\Delta E))}{\Delta E}}}
이 때, Q는 Q ∩ M = R의 관계를 만족하는 M의 열린 부분집합이다. Q(E, E + ΔE)는 E < H < E + ΔE인 Q의 일부이고, "{\displaystyle vol}"은 일반적인 리우빌(Liouville) 부피이다. 그러므로 어떤 충분히 좋은 (가측) {\displaystyle M_{E}}의 부분집합은 {\displaystyle dA}에 대한 그것의 측도로 결정될 수 있다.
전체 위상 공간에서의 밀도 함수 {\displaystyle \rho (q,p)}는 일반화 함수 {\displaystyle {\frac {\delta (H(q,p)-E)}{\Omega }}}로 표현 가능하다. 이 때, H는 해밀토니언이고, {\displaystyle \Omega }는 {\displaystyle M_{E}}의 하이퍼면적이다. 만약 Δ가 위상 공간 위의 영역이라면, 시스템이 Δ 내의 상태에 있을 확률은 다음과 같다.
{\displaystyle \int _{\Delta }\rho (q,p)dqdp={\frac {1}{\Omega }}\int _{\Delta _{E}}{}dA.}
이 때, {\displaystyle \Delta _{E}}는 {\displaystyle M_{E}}과 {\displaystyle \Delta }의 교집합이다.
어떻게 전체 위상 공간을 고려해 밀도가 일반화 함수인 단위를 쓰거나 일정한 에너지면에 제한되어 밀도가 상수 함수인 단위를 쓸 수 있는지 주의해서 보아야 한다. 예를 들어, 1차원의 조화 진동자를 고려해보자. 위상 공간은 {\displaystyle \mathbb {R} ^{2}}(위치-운동량 평면)이고, 일정한 에너지 초곡면은 다음과 같은 타원이다.
{\displaystyle {\frac {kq^{2}}{2}}+{\frac {p^{2}}{2m}}=E}
이 때, 변수는 다음과 같이 쓸 수 있다.
{\displaystyle q={\sqrt {\frac {2E}{k}}}\cos(\phi )}
{\displaystyle p={\sqrt {2mE}}\sin(\phi )}
여기서 {\displaystyle \phi }는 0과 {\displaystyle 2\pi } 사이에서 변할 수 있다. 그리고 측도 {\displaystyle dA}는 {\displaystyle d\phi }의 상수배이다.

## 리우빌 정리와의 관계
우리는 다음이 성립함을 알고 있다.
{\displaystyle \{H,\rho \}=\,0}
(중괄호는 푸아송 괄호이고, {\displaystyle \rho }는 H의 함수이다. 그러므로 리우빌 정리에 의해 다음을 구할 수 있다.
{\displaystyle {\frac {d\rho }{dt}}=0}.
특히 {\displaystyle dA}는 시간에 따라 불변이고, 그것은 작은 바른틀 앙상블이 시간에 따라 불변하는 것임을 알 수 있다.
대신에 리우빌 측도가 해밀턴 흐름(Hamiltonian flow)에 대해 불변이라면 측도 {\displaystyle dA}도 역시 불변이라고 할 수 있다.
물리적으로 말하면, 이것은 계에 대해 움직이는 관찰자가 보았을 때 위상 공간의 대표점들의 영역에서 국소 밀도가 불변이라는 것을 의미한다.

## 에르고딕 가설
고전적 계에서의 작은 바른틀 앙상블은 자연스럽게 에르고딕 가설을 고려해야 하는 기반을 제공해준다. 그 말인 즉, 긴 시간 동안의 시간 평균이 앙상블 평균(ensemble average)과 같다는 것이다. 좀 더 정확히 말하면, 관측량이 작은 바른틀 앙상블에서의 측도 μ에 대해 적분 가능한 위상 공간 Γ 위에서의 실함수 f로 나타난다는 것이다. {\displaystyle x(0)}를 위상 공간에서의 대표점으로 기술하면, {\displaystyle x(t)}은 시간 t에서 해밀턴 흐름(Hamiltonian flow)의 상(image)이 된다. f의 시간 평균은 다음과 같이 정의된다.
{\displaystyle {\bar {f}}=\lim _{T\rightarrow \infty }{\frac {1}{T}}\int _{0}^{T}f(x(t))dt}
이 때, 이 극한은 μ-almost everywhere로 존재한다. 앙상블 평균은 다음과 같다.
{\displaystyle \langle f\rangle =\int _{\Gamma }f(x)d\mu (x).\,}
이 두 가지가 같은 계를 에르고딕성(ergodic)이라고 한다.
일정한 에너지 면에서의 고전역학적 흐름이 일반적으로 에르고딕성을 만족하는지 지금까지는 알지 못하지만, μ가 해밀턴 흐름에 의해 보존된다는 것을 이용해 모든 관측량들에 대해 시간평균이 존재한다는 것을 보일 수 있다.

### 논의
작은 바른틀 앙상블, 리우빌 정리, 그리고 에르고딕 가설 사이의 관계는 다음과 같이 정리할 수 있다. 작은 바른틀 앙상블의 핵심 가정은 모든 가능한 미시상태가 똑같은 확률로 가능하다는 것이다. 그러므로 위상 공간에서의 해당 영역에서 밀도 함수가 상수이다. 그러나 리우빌 정리에 따르면 이 측도는 해밀턴 시간 변화(Hamiltonian time evolution)에 따라 불변이다. 여기에 따라 모든 측정값들에 대한 시간 평균이란 개념이 의미를 가지게 된다. 앙상블 평균은 μ를 이용해 정의된다. 에르고딕 가설이 성립하는가의 문제는 그 둘이 일치하느냐의 여부다. 작은 바른틀 앙상블과 리우빌 정리가 직접적으로 연관되어 있다는 것은 강조되어야 할지 모르겠지만, 그것이 에르고딕 가설과 같다고 착각해서는 안 된다.

## 양자역학적 계

### 준고전적 방법
지금까지, 우리는 고전적 계를 가정했다. 양자역학적 계를 다루기 위해서는 약간의 수정이 필요하다. 하지만 결과는 본질적으로 같다. 양자역학적 계를 구성하는 앙상블에 대해서는 모든 앙상블의 구성요소들이 정확히 에너지 E를 가지고 있다고 말하는 것이 적절하지 않다. 그러므로 위상 공간에서 {\displaystyle H(q,p)=E} 대신에, 앙상블의 계가 위상 공간 위에서 작은 영역 {\displaystyle E<H<E+dE}을 차지하고 있다고 생각해야 한다. 고전적 계들이 양자역학적 상태로 대체되면서, 축퇴 역시 고려해야 한다. 또한, 양자역학적인 경우에는 불확정성 원리에 의해, 상태들이 위상 공간 위에서 연속적으로 분포되어 있다고 볼 수 없다. 대신에 주어진 계에 따라서 "단위 부피" {\displaystyle \omega _{0}}를 찾아야 한다. 예상되듯, {\displaystyle \omega _{0}}는 보통 {\displaystyle \hbar }와 어떤 식으로든 연관이 있다. 그 결과, 상태의 수는 위상 공간에서 가능한 모든 부피 {\displaystyle \Omega }가 아니라 {\displaystyle {\frac {\Omega }{\omega _{0}}}}로 바뀌게 된다. 그러므로 엔트로피에 관한 식은 다음과 같이 수정된다.
{\displaystyle S=k_{B}\ln {\frac {\Omega }{\omega _{0}}}.}

### 밀도 연산자
작은 바른틀 앙상블은 밀도 연산자로도 기술할 수 있다. 만약 {\displaystyle \Omega }가 계의 가능한 모든 미시상태의 총 수이고, {\displaystyle |\psi _{n}\rangle }은 주어진 조건에서 가능하지 않은 상태를 포함한 계의 모든 상태라고 한다면, 작은 바른틀 앙상블은 다음과 같은 중첩상태로 볼 수 있다.
{\displaystyle \rho =\sum p_{n}|\psi _{n}\rangle \langle \psi _{n}|}
이 때, {\displaystyle |\psi _{n}\rangle }가 가능한 상태를 나타낸다고 하고, 가능하지 않은 상태일 경우 0이라고 하면, {\displaystyle p_{n}={\frac {1}{\Omega }}}이다.
여기서 {\displaystyle \Omega }가 양자역학적으로 계산되어야 한다. 즉, 입자들을 구별할 수 없다는 점을 고려해야 한다. 그러면 엔트로피는 다음과 같이 쓸 수 있다.
{\displaystyle S=k_{B}\ln \Omega =-k_{B}\operatorname {Tr} (\rho \ln \rho ).}
{\displaystyle \Omega =1}인 앙상블을 '순수 앙상블(pure ensemble)이라고 한다. 순수 앙상블일 때 엔트로피가 사라지는 것은 결국 열역학 제3법칙과 같다.

## 같이 보기
- 고립계
- 에르고딕 가설
- 바른틀 앙상블
- 큰 바른틀 앙상블

## 참고 문헌
- R.K. Pathria, Statistical Mechanics, Elsevier, 2001년
- Nivedita Deo, Sanjay Jain, Chung-I Tan, The Ideal Gas of Strings, Bombay Quant. Field Theory (1990) 112-148[깨진 링크(과거 내용 찾기)]
- en:Microcanonical ensemble
- 김인묵, 김엽 공저, 《통계열물리》, 범한서적주식회사, 2000년